# Абулит

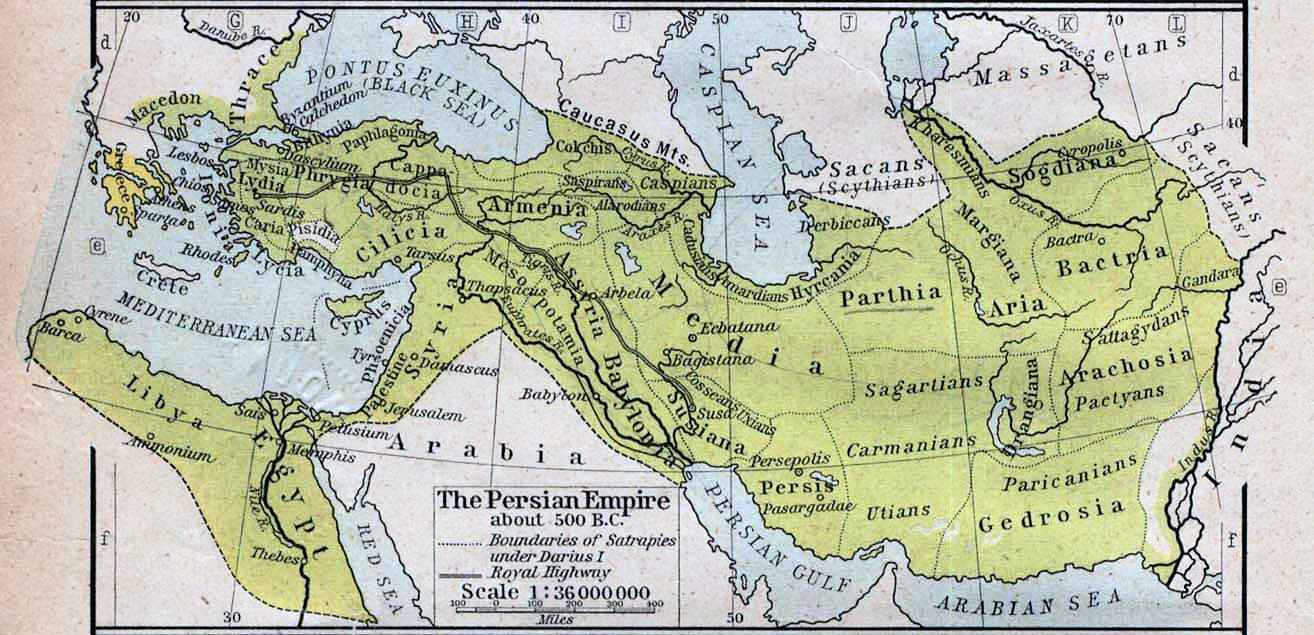
Карта деления империи Ахеменидов на сатрапии. Сузиана расположена на севере от Персидского залива между Вавилонией, Мидией и Персидой

Абулит (IV век до н. э.) — персидский, а затем македонский сатрап Сузианы.
Изначально Абулит был персидским сатрапом Сузианы, однако после поражения Дария III в битве при Гавгамелах 331 года до н. э. перешёл на сторону македонян. Александр Македонский сохранил за Абулитом формальный статус сатрапа Сузианы, однако передал контроль над военной администрацией своим соотечественникам. В 324 году до н. э. он был казнён по прямому приказу Александра. Античные и современные авторы приводят несколько взаимоисключающих версий относительно причин попадания Абулита в немилость: плохое управление провинцией; отсутствие поставок фуража для македонской армии, что повлекло тяжёлые потери во время перехода по пустыням Гедросии; поиск Александром виновных в чрезмерном количестве жертв вследствие выбора соответствующего пути для войска; попытка Абулита подготовить восстание против македонян.

## Биография
Абулит родился не ранее 370-х годов до н. э., так как его сын Оксафр в 331 году до н. э. во время битвы при Гавгамелах был достаточно взрослым, чтобы командовать сусианами и уксиями. Абулит принадлежал к персидской аристократии. Его имя может свидетельствовать о вавилонском или эламитском происхождении. В то же время, имя его сына Оксафра является персидским.
После поражения персидской армии в битве при Гавгамелах в 331 году до н. э. Абулит принял решение сдаться македонянам. О своих намерениях Абулит сначала сообщил военачальнику Александра Филоксену (возможно речь шла о Ксенофиле), а затем направил своего сына к самому Александру Великому в качестве посла. Однако по сообщению Диодора Сицилийского, передающего неподтверждённые другими источниками сведения, Абулит по слухам получил соответствующий приказ от самого Дария — «царь персов поступал так, чтобы искусно отвлечь Александра захватом знаменитых городов и больших сокровищ и удержать его в бездеятельности: Дарий тем временем успеет приготовиться к войне».
В Сузах, являющихся одной из столиц персидской империи, издавна находились накопленные ахеменидскими царями огромные богатства. По словам древних историков, македонянам одних только талантов золота и серебра досталось более 40000, не считая другого имущества. Также в городе были обнаружены военные трофеи, захваченные персами более полутора столетий назад во время похода Ксеркса I в Элладу. В том числе скульптуры тираноубийц Гармодия и Аристогитона, взятые в Афинах. Эти статуи Александр приказал торжественно возвратить афинянам. Квинт Курций Руф дополняет список трофеев вьючными животными и 12 боевыми слонами, которых Абулит передал Александру.
Как ранее в случае с Мазеем в Вавилоне, Александр сохранил за Абулитом административные и судейские полномочия в Сузиане и даже распространил его власть на земли уксиев, но при этом оставил в сатрапии воинский гарнизон, состоящий из македонян. Согласно Арриану, фрурархом Суз был назначен Мазар, а стратегом области — Архелай; Квинту Курцию Руфу — фрурархом Суз стал Ксенофил, стратегом области — Архелай, а охранять сокровища поручили Калликрату. Возможно, текст Арриана содержит ошибку и Ксенофил сменил перса Мазара на должности командира цитадели Суз.
На посту сатрапа Абулит находился в течение нескольких лет. Во время долгого отсутствия Александра в Индии Абулит, как и многие другие сатрапы, допускал многочисленные злоупотребления в управлении. За это, а также за неоказание необходимой помощи македонской армии во время тяжелейшего перехода по пустыне Гедросии, он и был казнён вместе со своим сыном во время «великой чистки сатрапов» 324 года до н. э., последовавшей после возвращения Александра. Плутарх приводит анекдот о том как Абулит не подготовил провиант для войска, а поднёс царю три тысячи талантов. Александр приказал бросить деньги лошадям, которые, естественно, к ним не притронулись. Тогда царь воскликнул: «Что нам за польза в твоих припасах?» — и приказал бросить Абулита в тюрьму. Сына Абулита Оксафра Александр самолично убил копьём. Возможно, в античной легенде нашла отображение попытка Абулита откупиться. Арриан писал, что Александр по возвращении в Сузы приказал казнить Абулита «за худое управление». По мнению Э. Бэдиана, Абулит стал жертвой поиска «козлов отпущения» за катастрофический переход из Индии через пустыни Гедросии, когда от недостатка провианта погибла большая часть македонского войска. Возможно, он был казнён за то, что начал готовить почву к объявлению независимости от македонян.
Преемником Абулита на должности сатрапа Сузианы стал Оропий.